# O Outono da Idade Média
O Outono da Idade Média: Estudo sobre as formas de vida e de pensamento dos séculos XIV e XV na França e nos Países Baixos (em holandês: Herfsttij der Middeleeuwen: Studie over levens en gedachtenvormen der veertiende en vijftiende eeuw in Frankrijk en de Nederlanden) é um livro escrito pelo historiador holandês Johan Huizinga, publicado em 1919.

## Edições
O livro foi editado e revisto pelo autor diversas vezes, atingindo sua versão final na quinta edição, publicada em 1940. A primeira tradução para o português, publicada em 1996, foi feita a partir da edição abreviada em língua inglesa (The Waning of the Middle Ages), e levou o título de "O Declínio da Idade Média". A edição de 2010, elaborada pela Cosac Naify, foi a primeira a traduzir diretamente do holandês para o português brasileiro, incluindo todo o texto e as ilustrações da versão final holandesa. Enquanto o autor ainda era vivo, a obra recebeu traduções para o alemão, o inglês, o francês e o sueco. Ao final do século XX, o livro já estava traduzido para o russo, o lituano, o português, o espanhol, o italiano e o japonês.

## Proposta do livro
O autor faz o uso preponderante de fontes literárias, especialmente as crônicas, e de obras de arte para representar a vida e a mentalidade das sociedades francesa e neerlandesa entre os séculos XIV e XV. Este fato lhe rendeu severas críticas, de forma que inicialmente o livro obteve maior circulação nos estudos literários do que na historiografia. Hoje em dia, O Outono da Idade Média é considerado um marco na história cultural moderna e nos estudos medievais.
Desconfiando da veracidade das crônicas da época, o medievalista de hoje prefere se basear ao máximo em fontes oficiais e, com isso, corre às vezes o risco de cometer um erro grave. Os documentos têm pouco a dizer sobre o colorido que tanto distingue aqueles tempos dos nossos.— Huizinga
Contrário à visão corrente na historiografia de seu tempo, que tradicionalmente olhava para a história cultural do século XV como o início do Renascimento e do período moderno, Huizinga apresentou esta época como o auge da cultura medieval, sua manifestação mais rica e complexa, que, todavia, estava em vias de desaparecer. É assim que pode ser entendido o caráter "outonal" sugerido no título. Nas palavras de Huizinga:
Com quanto zelo procurou-se na civilização da Idade Média pelos embriões da cultura moderna; com tanto empenho, que às vezes era como se a história cultural da Idade Média não passasse de um advento da Renascença. Apesar disso, em todo lugar naquela época, uma vez considerada morta e enterrada, já se via o novo germinar, e tudo parecia apontar para uma futura perfeição. [...] Isso prova que se deve considerar os séculos XIV e XV não como o anúncio da Renascença, mas como o final da Idade Média, o último sopro da civilização medieval, como uma árvore com frutos muito maduros, completamente desenvolvida.— Huizinga

## Traduções
| Para o português - 1996 - O Declínio da Idade Média. Lisboa: Editora Ulisseia. (versão abreviada) - 2010 - O Outono da Idade Média: estudo sobre as formas de vida e de pensamento dos séculos XIV e XV na França e nos Países Baixos. São Paulo: Cosac & Naify. - 2021 - O Outono da Idade Média: estudo sobre as formas de vida e de pensamento dos séculos XIV e XV na França e nos Países Baixos. Londrina: Editora Penkal. - 2021 - O Outono da Idade Média: estudo sobre as formas de vida e de pensamento dos séculos XIV e XV na França e nos Países Baixos. São Paulo: Penguin-Companhia. Para o inglês - 1965 - The Waning of the Middle Ages. London: Penguin Books. (versão abreviada) - 1996 - The Autumn of the Middle Ages: a study on the forms of life, thought and art in France and the Netherlands in the fourteenth and fifteenth centuries. Chicago: Chicago University Press. | Para o espanhol - 1982 - El Otoño de la Edad Media: Estudios sobre la forma de la vida y del espíritu durante los siglos XIV y XV en Francia y en los Países Bajos. Madrid: Alianza Editorial. Para o francês - 1932 - L'Automne du Moyen Âge. Paris: Payot. Para o italiano - 2007 - L’Autunno del Medioevo. Roma: Grandi Tascabili Economici. |